# Паливний елемент

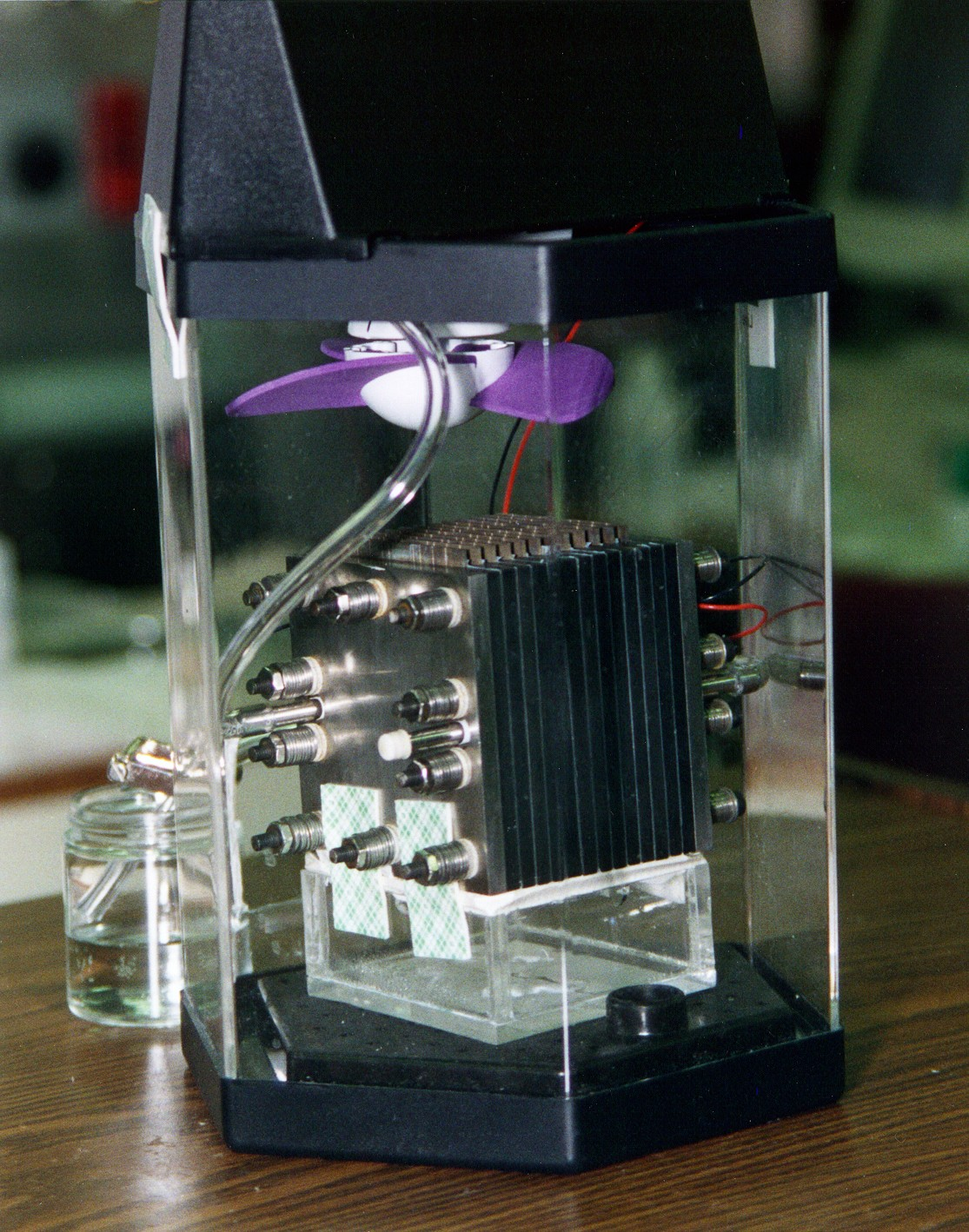
Метаноловий паливний елемент.

Паливний елемент (англ. fuel cell) — електрохімічний генератор, який забезпечує пряме перетворення хімічної енергії на електричну. На відміну від традиційних електричних акумуляторів, де відбуваються аналогічні перетворення, паливні елементи мають дві важливі особливості:
1) вони функціонують доти, доки паливо (відновник) та окислювач надходять із зовнішнього джерела;
2) хімічний склад електроліту в процесі роботи не змінюється, тобто паливний елемент не треба перезаряджати.
Назва «паливний елемент» аж до 1969 року вважалась умовною.
Можливі різні варіанти комбінацій палива та окиснювача. Так, водневий паливний елемент використовує водень як паливо та кисень (зазвичай з повітря) як окислювач. Також паливом можуть слугувати вуглеводні та спирти, а окислювачами повітря, хлор, оксид хлору.

## Історія
Уперше про можливість створення паливних елементів повідомив у 1839 р. англійський аматор у галузі фізико-хімії, товариш Майкла Фарадея Вільям Гроув. Спостерігаючи процес електролізу води в розчинах сірчаної кислоти, він виявив, що після відключення зовнішнього струму в електролітичній комірці генерується постійний струм. Однак ці висновки В. Гроува тоді не знайшли обґрунтування у подальших дослідженнях. Свій електрохімічний пристрій він, за пропозицією М. Фарадея, назвав «газовою батареєю». Назву «паливний елемент» цей пристрій одержав лише через 50 років, завдяки Людвігу Монду.
Не вдалося реалізувати й ідею знаного фізико-хіміка Вільгельма Оствальда (1894 р.) щодо генерації електричної енергії у паливному елементі з вугілля, а також винайдений російським ученим Павлом Яблочковим (1887 р.) воднево-кисневий паливний елемент, результати інших досліджень і численних винаходів.
Інтерес до паливних елементів знову відродився на початку 1950-х після публікації 1947 р. монографії російського вченого, співробітника Московського нафтового інституту ім. І. М. Губкіна О. К. Давтяна.
Бум навколо водневої енергетики виник за часів активного освоєння космічного простору. У 60-ті роки були створені паливні елементи потужністю до 1 кВт для американських програм «Джеміні» та «Аполлон», у 80-ті — 10-кіловатні для «Шаттла» та радянського «Бурана». У ті самі роки побудовано електростанції потужністю 100 кВт на фосфорно-кислотних паливних елементах. В Японії та США є дослідні 10-мегаватні електростанції. Від 90-х років і донині триває розробка паливних елементів потужністю від 1 кВт до 10 МВт для стаціонарної автономної енергетики. Крім того, тепер розробляються портативні джерела електроенергії (потужність менше 100 Вт) для комп'ютерів, стільникових телефонів, фотоапаратів тощо. Як паливо у них використовується спирт — метанол, з якого одержують водень.

## Принцип дії
Принцип дії паливних елементів заснований на хімічній реакції
окиснювача і палива, в результаті якої безпосереднім шляхом отримують електроенергію. Подібну реакцію можна спостерігати при згорянні палива у спеціальних печах, проте в паливних елементах окисно-відновна реакція не супроводжується виділенням диму та полум'я. Реагенти, якими часто використовують водень і кисень, із заданою швидкістю подають від спеціальних насосів до електродів, занурених в електроліт з розчину їдкого калію. Електроди, які зазвичай виготовляють з нікелю, в реакції не беруть участь, і тому вони не вимагають постійних замін. На негативному електроді, до якого подають відновник водень, утворюються електрони. Навколо позитивного електрода, до якого підводять окисник кисень, виникають іони.

## Використання і випробування
В паливних елементах іде процес, зворотний електролізу. При цьому хімічним шляхом з'єднується водень і кисень з виділенням енергії і утворенням води. У процесі беруть участь: електроліт (фосфорна кислота, ККД до 85%), тверді оксиди (ККД 60%), лужні елементи, метанол (ККД 40%) і каталізатор. Електроліт оточений двома електродами, на катод надходить кисень, а на анод — водень. Проходить випробування паливних елементів на твердому оксиді на автомобілях потужністю 100 кВт в Європі і 25 кВт в Японії.
Паливні елементи на фосфорній кислоті широко використовуються в лікарнях, готелях, школах, на терміналах в аеропортах.
Цей напрямок розробляє досить багато фірм. Проте, такі автомобілі дуже дорогі: вартість експериментального легкового автомобіля становить від $200 тис. до $1 мільйона.
Японська фірма Genepax розробила автомобіль з двигуном на водневому паливі, в бак якого заливається вода. 1 л води вистачає щоб проїхати 80 км. Силова установка такого з паливних елементів мембранного типу, а вартість такого автомобіля поки $1 мільйон.. Але поширена також думка, що це шахрайство на кшталт вічного двигуна.
Під егідою НАТО готується науковий проєкт «Zero Emission SOFCs Operating on Methane Hydrates for Energy Security» з використанням паливних елементів, розроблених в Україні для отримання електроенергії з газогідратів Чорного моря. В ньому будуть брати участь наукові колективи зі США, Росії, України, Азербайджану, Білорусі.
Дослідження ефективності використання паливних елементів в якості бортового джерела електроенергії бойових машин проводяться Командуванням сухопутних військ США з розвитку бойових спроможностей (United States Army Combat Capabilities Development Command,
CCDC)
та іншими державами-членами НАТО.